# Nikołaj Gołowinkin
Nikołaj Iwanowicz Gołowinkin (ur. 1913 we wsi Wołchonsk w obwodzie moskiewskim, zm. w sierpniu 1978 w Kalininie) – podoficer NKWD, jeden z wykonawców zbrodni katyńskiej.
Skończył 5 klas szkoły sowieckiej, w 1937 wstąpił do Komsomołu, w 1938 do NKWD, a w 1942 do WKP(b). 1 maja 1938 został nadzorcą więzienia Zarządu Bezpieczeństwa Państwowego (UGB) NKWD obwodu kalinińskiego w stopniu starszego sierżanta. Brał udział w mordowaniu polskich więźniów wiosną 1940, za co 26 października 1940 szef NKWD Ławrientij Beria przyznał mu nagrodę pieniężną. W 1946 pracował w Zarządzie MGB obwodu kalinińskiego. Od 1949 był tokarzem, od 1971 pracował jako operator maszyn w Kalinińskiej Fabryce Wagonów.

## Odznaczenia
- Order Czerwonego Sztandaru Pracy (5 kwietnia 1971)
- Medal „Za zasługi bojowe” (6 listopada 1946)